# Laki (Bulgaria)
Laki (en búlgaro: Лъки) es una ciudad de Bulgaria en la provincia de Plovdiv.

## Geografía
Se encuentra a una altitud de 651 m s. n. m. a 198 km de la capital nacional, Sofía.

## Demografía
Según estimación 2012 contaba con una población de 1 724 habitantes.
| 2661       | 2615 | 2597 | 2592 | 2547 | 2491 | 2406 | 2104 |
| (Fuente: ) |      |      |      |      |      |      |      |